# Маденов, Игорь Владимирович
Игорь Владимирович Маденов (1976—1999) — старшина Вооружённых Сил Российской Федерации, Герой Российской Федерации (2000).

## Биография
Игорь Маденов родился 6 февраля 1976 года в посёлке Усть-Лэкчим Корткеросского района Республики Коми. С раннего возраста проживал в селе Золотари Палласовского района Волгоградской области, окончил там среднюю школу. В 1994 году Маденов был призван на службу в Вооружённые Силы Российской Федерации. Участвовал в боях Первой чеченской войны. Весной 1996 года Маденов был демобилизован, но уже в ноябре того же года поступил на контрактную службу.
Участвовал в боях Второй чеченской войны, будучи пулемётчиком 68-го гвардейского отдельного разведывательного мотострелкового батальона 20-й гвардейской мотострелковой дивизии Северо-Кавказского военного округа. 21 октября 1999 года Маденов в составе разведывательной группы переправился через Терек в районе села Толстой-Юрт и проводил разведку вражеских сил на территории. Когда на рассвете следующего дня группа столкнулась с формированием боевиков, разведчики атаковали противника и нанесли ему потери, при этом Маденов был ранен в плечо, но продолжал сражаться. Когда к сепаратистам пришло подкрепление, Маденов остался прикрывать отход своих товарищей. Пытаясь вынести из-под огня раненого товарища, он был вновь ранен, на сей раз смертельно, но продолжал вести огонь по противнику до самой смерти. В том бою Маденов уничтожил несколько боевиков и пулемётный расчёт противника. Похоронен в Золотарях.
Указом Президента Российской Федерации от 16 марта 2000 года за «проявленные мужество и героизм при выполнении воинского долга в Северо-Кавказском регионе» гвардии старшина Игорь Маденов посмертно был удостоен высокого звания Героя Российской Федерации. Также был награждён орденом Мужества.
В честь Маденова названы улица и школа в Золотарях.